# İbrahim Üzülmez
Ibrahim Üzulmez, född 1974 i Kocaeli, Turkiet, är en pensionerad turkisk fotbollsspelare som spelade för Beşiktaş JK. Sedan debuten i Beşiktaş 2000 har Üzülmez spelat över 240 ligamatcher för klubben och han har varit klubbens kapten sedan 2006 då Tümer Metin lämnade klubben för Fenerbahce. Han debuterade i det turkiska landslaget 2003.